# هارف بريسنيل
هارف بريسنيل (بالإنجليزية: Harve Presnell)‏ (و. 1933 – 2009 م) هو مغني، ومغني أوبرا، وممثل مسرحي، وممثل أفلام، وممثل تلفزي أمريكي، ولد في موديستو، كاليفورنيا، توفي في سانتا مونيكا، كاليفورنيا، عن عمر يناهز 76 عاماً، بسبب سرطان البنكرياس.

## التعليم
تعلم في جامعة كاليفورنيا الجنوبية، وتعلم في كلية الموسيقى في جامعة كاليفورنيا الجنوبية ‏
.

## وصلات خارجية
- هارف بريسنيل على موقع IMDb (الإنجليزية)
- هارف بريسنيل على موقع قاعدة بيانات الأفلام العربية
- هارف بريسنيل على موقع ألو سيني (الفرنسية)
- هارف بريسنيل على موقع ميوزك برينز (الإنجليزية)
- هارف بريسنيل على موقع أول موفي (الإنجليزية)
- هارف بريسنيل على موقع قاعدة بيانات برودواي على الإنترنت (الإنجليزية)
- هارف بريسنيل على موقع قاعدة بيانات الأفلام السويدية (السويدية)
- هارف بريسنيل على موقع إن إن دي بي (الإنجليزية)
- هارف بريسنيل على موقع ديسكوغز (الإنجليزية)
- هارف بريسنيل على موقع قاعدة بيانات الفيلم (الإنجليزية)